# پل کوک
پل کوک (انگلیسی: Paul Cook؛ زادهٔ ۲۲ فوریهٔ ۱۹۶۷) بازیکن فوتبال اهل بریتانیا است.
از باشگاه‌هایی که در آن بازی کرده‌است می‌توان به باشگاه فوتبال ترانمره راورز، باشگاه فوتبال استوک‌پورت کانتی، باشگاه فوتبال کاونتری سیتی، باشگاه فوتبال نوریچ سیتی، باشگاه فوتبال برنلی، باشگاه فوتبال مارین، باشگاه فوتبال آکرینگتون استنلی، باشگاه فوتبال ولورهمپتون واندررز، و باشگاه فوتبال ویگان اتلتیک اشاره کرد.